# Харкеби (лунный кратер)
Кратер Харкеби (лат. Harkhebi) — большой древний ударный кратер в северном полушарии обратной стороны Луны. Название присвоено в честь древнеегипетского астронома Харкеби (IV век до н. э.) и утверждено Международным астрономическим союзом в 1970 г. Образование кратера относится к донектарскому периоду.

## Описание кратера

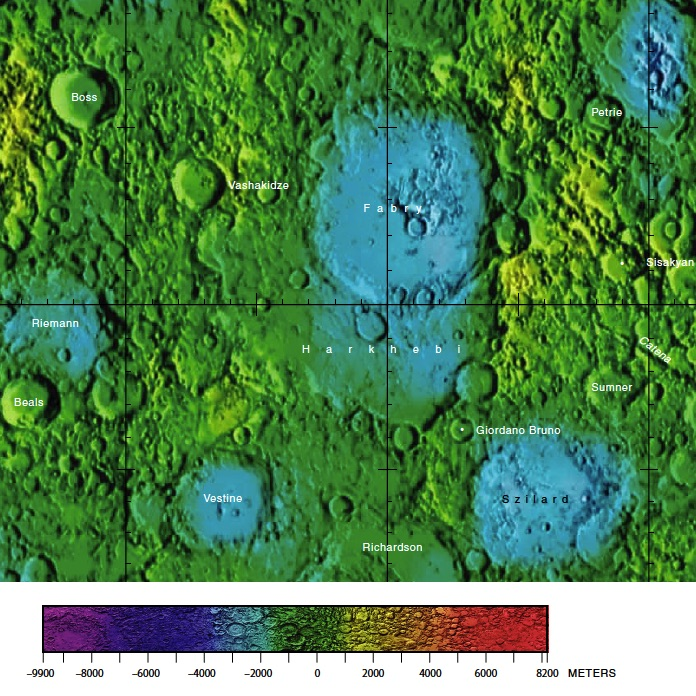
Окрестности кратера Харкеби. Фрагмент карты обратной стороны Луны.

Северо-восточная часть кратера Харкеби перекрыта большим кратером Фабри. Другими ближайшими соседями кратера являются кратер Риман на западе; кратер Вашакидзе на северо-западе; кратер Сисакян на востоке-северо-востоке; кратер Сомнер на востоке; кратер Джордано Бруно на юго-востоке; кратер Ричардсон на юге и кратер Вестин на юго-западе. Селенографические координаты центра кратера 40°52′ с. ш. 98°44′ в. д. / 40,87° с. ш. 98,74° в. д., диаметр 337,1 км, глубина 3,1 км.
Кратер Харкеби имеет полигональную форму и значительно разрушен, северо-восточная часть кратера перекрыта кратером Фабри. Вал сглажен и фактически превратился в полукольцо отдельных пиков и хребтов, местами сравнялся с окружающей местностью. Юго-восточная часть вала перекрыта сателлитными кратерами Харкеби J и Харкеби K. Дно чаши кратера пересеченное, хотя и несколько в меньшей степени чем окружающая местность и отмечено несколькими крупными кратерами включая сателлитный кратер Харкеби H на юге от вала кратера Фабри. Чаша кратера Харкеби отмечена светлыми лучами от кратера Джордано Бруно.

## Сателлитные кратеры
| Харкеби | Координаты                                              | Диаметр, км |
| ------- | ------------------------------------------------------- | ----------- |
| H       | 39°24′ с. ш. 99°44′ в. д. / 39,4° с. ш. 99,73° в. д.    | 28,9        |
| J       | 37°25′ с. ш. 103°22′ в. д. / 37,42° с. ш. 103,36° в. д. | 43,1        |
| K       | 35°49′ с. ш. 100°46′ в. д. / 35,81° с. ш. 100,76° в. д. | 25,9        |
| T       | 40°02′ с. ш. 95°19′ в. д. / 40,04° с. ш. 95,31° в. д.   | 18,5        |
| U       | 40°47′ с. ш. 96°49′ в. д. / 40,78° с. ш. 96,81° в. д.   | 18,2        |
| W       | 43°21′ с. ш. 95°33′ в. д. / 43,35° с. ш. 95,55° в. д.   | 17,4        |

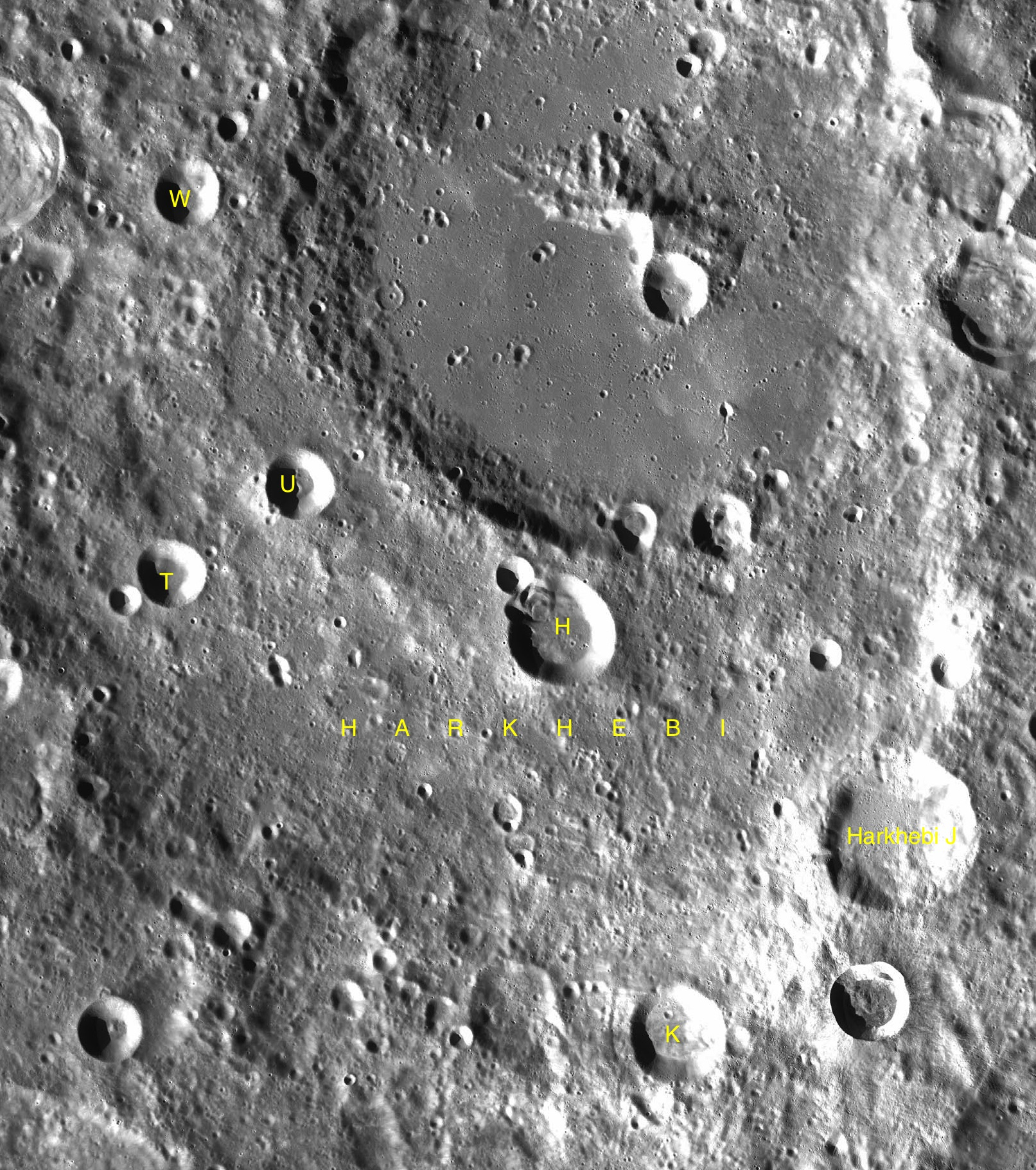
Фрагмент карты LAC-29.

- Образование сателлитного кратера Харкеби H относится к раннеимбрийскому периоду[1].

- Образование сателлитного кратера Харкеби J относится к нектарскому периоду[1].

## См.также
- Список кратеров на Луне
- Лунный кратер
- Морфологический каталог кратеров Луны
- Планетная номенклатура
- Селенография
- Минералогия Луны
- Геология Луны
- Поздняя тяжёлая бомбардировка